# Анрио HD.9
Анрио HD.9 (фр. Hanriot HD.9) је француски ловац-извиђач. Први лет авиона је извршен 1918. године. 

Највећа брзина авиона при хоризонталном лету је износила 220 km/h.
Распон крила авиона је био 9,00 метара, а дужина трупа 6,95 метара. Празан авион је имао масу од 710 килограма. Нормална полетна маса износила је око 1050 килограма. Био је наоружан са једним 7,7 мм митраљезом.

## Наоружање
| Наоружање авиона: Анрио        |     |
| Ватрено (стрељачко) наоружање  |     |
| Топ                            |     |
| Митраљез                       |     |
| Број и ознака митраљеза        | 1   |
| Калибар                        | 7,7 |
| Бомбардерско наоружање (бомбе) |     |
| Ракетно наоружање (ракете)     |     |